# Bredviken
Bredviken est une localité de la commune de Kalix dans le comté de Norrbotten en Suède.
Sa population était de 372 habitants en 2019.